# Sunny von Bülow
Sunny von Bülow, pseudonimo di Martha Sharp Crawford von Bülow (Manassas, 1º settembre 1932 – New York, 6 dicembre 2008), è stata un'ereditiera statunitense. 
A seguito di un'ipoglicemia è rimasta in stato vegetativo permanente per 28 anni, le cause del suo stato medico hanno portato alla condanna e poi all'assoluzione del secondo marito Claus von Bülow.

## Biografia
Nacque dall'imprenditore di origine scozzese George Washington Crawford (1861-1935), ex presidente della Columbia Gas & Electric Company e da Annie Laurie Warmack (1900–1984), figlia del ricco fondatore della società calzaturiera di Saint Louis International Shoe Company nel 1932, a Manassas, durante un viaggio in treno da Hot Spings a New York. Da bambina venne quindi detta "Choo-Choo", termine slang per indicare, "vagone" o "locomotiva", prima di essere soprannominata "Sunny" a causa della sua natura solare. Alla morte di suo padre, quando lei aveva quattro anni, ha ereditato 100 milioni di dollari. Successivamente sua madre sposò in seconde nozze lo scultore e scrittore Russell Aitken.

### I due matrimoni
Il 20 luglio 1957 sposò Alfred Eduard Friedrich Vincenz Martin Maria, principe von Auersperg (1936–1992), discendente di una ricca famiglia austriaca, conosciuto in Svizzera. Dal principe von Auersperg ebbe due figli:
- Principessa Annie-Laurie "Ala" von Auersperg (nata nel 1958)
- Principe Alexander-Georg von Auersperg (nato nel 1959)

Divorziò nel 1965 e a quel tempo, il suo patrimonio netto era di oltre 75 milioni di dollari. L'ex marito Alfred morì nel 1992, dopo nove anni di coma in seguito a incidente automobilistico avvenuto nel 1983 in Austria. Il 6 giugno 1966 sposò Claus von Bülow (1926-2019), ex assistente del petroliere e magnate Jean Paul Getty, nella Brick Presbyterian Church a Manhattan. Insieme, hanno avuto una figlia:
- Contessa Cosima von Bülow (n. 1967) che nel 1996 sposò il conte italiano Riccardo Pavoncelli.

Nel 1979, nel loro matrimonio si erano sviluppati forti tensioni e sia Sunny sia Claus, parlarono apertamente della possibilità di un divorzio.

### I ricoveri del 1979 e del 1980
Il 26 dicembre 1979, dopo che la famiglia si era riunita per Natale a Clarendon Court, la tenuta di famiglia a Newport nel Rhode Island, Sunny venne trovata priva di sensi, per cui venne ricoverata in ospedale dove cadde in stato di coma, per poi riprendersi. Dopo giorni di analisi, i medici stabilirono che il coma era dovuto ad una forte ipoglicemia. Il marito Claus von Bülow non fu al momento giudicato colpevole dell'accaduto, ma in seguito fu accusato di aver causato l'incidente iniettandole dell'insulina. Nell'aprile del 1980 fu nuovamente ricoverata in ospedale dopo essere apparsa incoerente e disorientata: i medici diagnosticarono una "ipoglicemia reattiva".

### Il secondo ricovero del 1980

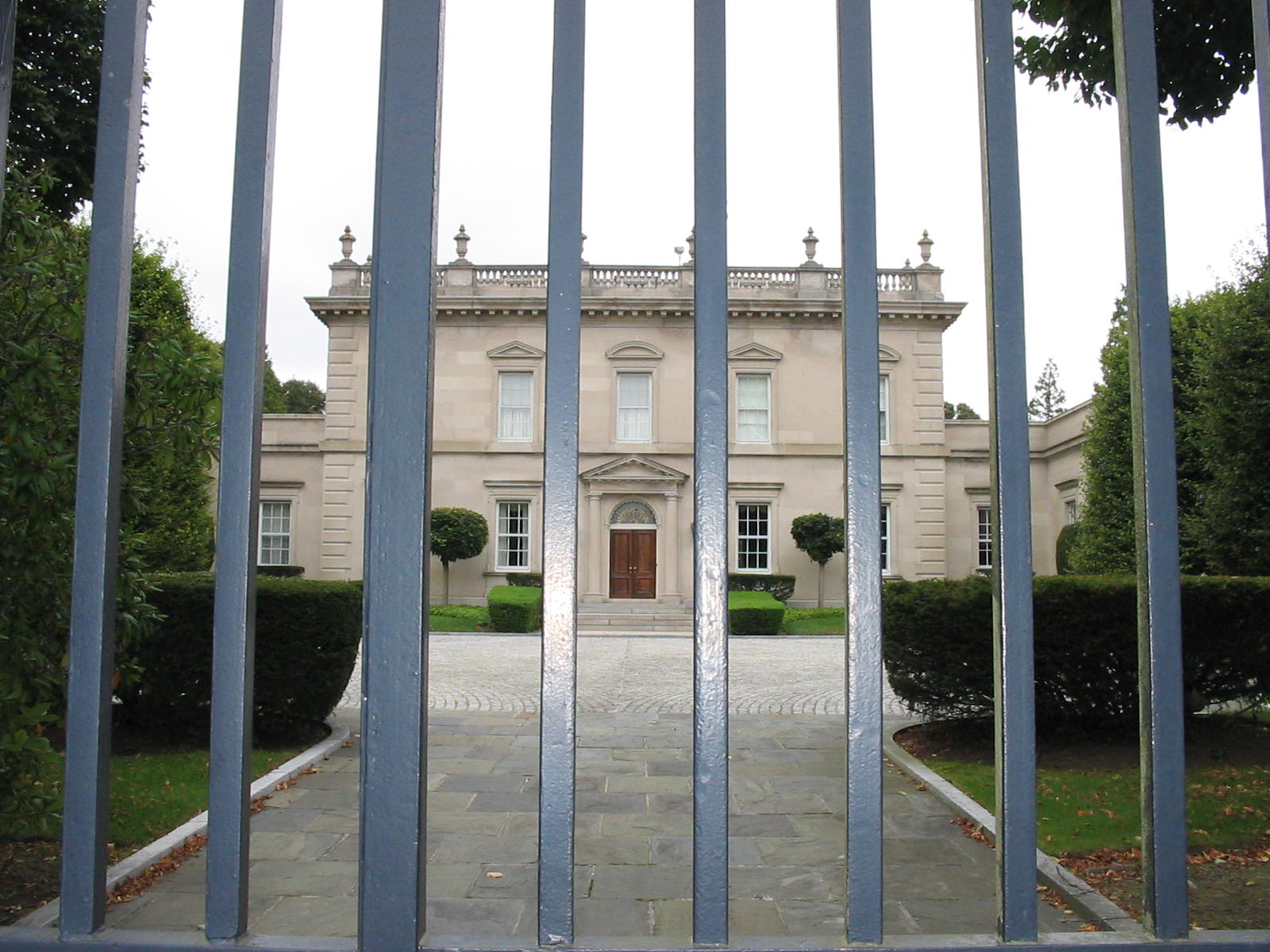
Clarendon Court, la tenuta di famiglia a Newport nel Rhode Island, dove Sunny venne trovata senza sensi nel dicembre 1979 e nel dicembre del 1980.

Il 21 dicembre 1980 mentre si trovava nuovamente con la famiglia nella sua tenuta in Rhode Island mostrò segni di confusione e scoordinamento, per cui venne condotta nelle sue camere, ma il mattino successivo fu trovata svenuta sul pavimento del bagno. Venne portata all'ospedale, dove i medici riscontrarono la presenza di gravi lesioni cerebrali quale causa dello stato vegetativo persistente, per cui dal giorno di Natale venne ricoverata al Presbyterian Hospital di Manhattan. Quando venne ricoverata nel sangue le fu riscontrata una dose di insulina dieci volte superiore alla dose normale. Nel frattempo si venne a conoscenza dei tradimenti del marito di Sunny con l'amante Alexandra Isles, attrice di soap opera. Sebbene le diagnosi cliniche rivelassero un sovradosaggio di insulina, alcune delle prove di laboratorio suggerivano la presenza di ipoglicemia. Gli avvocati del marito dichiararono che Claus von Bülow non avrebbe mai interrotto il supporto vitale. Nel 1980 i figli di Sunny, a causa di crescenti tensioni coniugali tra Sunny e Claus, credevano che la lesione cerebrale sofferta dalla madre fosse il risultato di un tentato omicidio da parte del padre. I figli maggiori persuasero Richard H. Kuh, l'ex procuratore distrettuale della contea di New York, a indagare sulla possibilità che Claus von Bülow avesse tentato di assassinare la loro madre. Dopo la raccolta delle prove, i pubblici ministeri del Rhode Island sottoposero il caso a un grand jury che nel luglio 1981 decise di mettere in stato di accusa Claus von Bülow per omicidio.

### Il processo

#### Primo grado
Il caso trovò ribalta nazionale, venendo, a suo tempo, definito il processo del secolo. Il processo ebbe inizio nel febbraio 1982. Le prove presentate dall'accusa consistevano in prove circostanziali, finanziarie e di diverse testimonianze raccolte fra la servitù, tra cui Maria Schrallhammer, testimone di spicco in entrambi i processi. Tra le testimonianze raccolte vi sono anche quelle di autisti, medici e personal trainer. Il ritrovamento di una borsa nera contenente dei farmaci e una siringa usata contenente tracce di insulina, trovate nella casa di Claus von Bülow peggiorarono la sua posizione processuale. Furono individuate molte prove nell'uso eccessivo di sedativi, vitamine e altri farmaci, compresa la testimonianza di problemi di alcol e di abuso di sostanze. L'endocrinologo dell'Università di Harvard, George F. Cahill Jr., testimoniò che fosse convinto che il danno cerebrale subito da Sunny fosse il risultato dell'insulina iniettata. Claus von Bülow venne quindi condannato in primo grado a trent'anni di carcere per tentato omicidio.

#### Appello e assoluzione
Claus von Bülow assunse quindi come difensore per il suo appello il professore di legge ad Harvard Alan Dershowitz, il quale ottenne il caso grazie all'intercessione del suo assistente e allora studente alla Harvard Law School Jim Cramer. Cramer in seguito scrisse pubblicamente che, secondo la sua opinione, von Bülow era "ampiamente colpevole" del crimine. Dershowitz e gli altri avvocati produssero prove dell'uso eccessivo di droghe da parte di Sunny von Bülow, incluse testimonianze dello scrittore e attore Truman Capote e di Joanne Carson, seconda moglie del conduttore televisivo e comico Johnny Carson, e da più di dieci amici di Sunny.
Alcuni esperti misero in dubbio la validità delle prove secondo la quale la siringa ritrovata potesse aver contenuto tracce di insulina. Inoltre la corte d'appello annullò la condanna per diversi motivi, uno dei quali metteva in discussione la credibilità di una delle cameriere, la signora Schrallhammer, uno dei testimoni chiave dell'accusa.
Nel secondo processo, la difesa chiamò alla sbarra nove esperti medici, tutti professori universitari di fama internazionale, i quali testimoniarono che i due coma non erano stati causati dall'insulina, ma da una combinazione di droghe, non iniettate direttamente ma ingerite, dall'alcool e dalle precedenti condizioni di salute cronica di Sunny. Gli esperti erano: John Caronna, presidente della facoltà di neurologia alla Cornell University, Leo Dal Cortivo, ex presidente della US Toxicology Association, Ralph DeFronzo, professore di medicina alla Università Yale, Kurt Dubowski, professore di patologia forense all'Università dell'Oklahoma, Daniel Foster, professore di medicina all'Università del Texas, Daniel Furst, professore di medicina all'Università dello Iowa, Harold Lebovitz, direttore di ricerca clinica presso la State University of New York, Vincent Marks, professore di biochimica clinica all'Università del Surrey, vicepresidente del Royal College of Pathologists e presidente all'Association of Clinical Biochemistry, e Arthur Rubinstein, professore di medicina dell'Università di Chicago.
Altri esperti testimoniarono che l'ago ipodermico era contaminato con insulina solo all'esterno, per cui sarebbe stato sì immerso nell'insulina, ma non iniettato. Le prove inoltre dimostrarono che il ricovero in ospedale tre settimane prima del coma finale aveva evidenziato che Sunny aveva ingerito almeno 73 compresse di aspirina, una quantità che poteva essere solo auto-somministrata e che indicava il suo successivo stato mentale.
Cahill ritrattò la sua testimonianza nel corso del primo processo, affermando che l'insulina poteva essere la spiegazione più ragionevole quale causa dello stato di coma della von Bülow, ma che "né lui né nessun altro poteva mai esserne sicuro al cento per cento".

### L'epilogo e la morte
La famiglia di Sunny fu sempre convinta che il marito avesse tentato di ucciderla e fu sconvolta dal fatto che Cosima, una delle figlie, avesse scelto di prendere la parte di suo padre. Di conseguenza, nel 1981, la madre di Sunny, Annie Laurie Aitken, diseredò Cosima, negando la sua parte della proprietà alla morte di Aitken, avvenuta il 4 maggio 1984. Nel luglio 1985, dieci giorni dopo che Claus von Bülow venne assolto al suo secondo processo, Ala e Alexander intentarono contro di lui e per conto della madre, una causa civile per 56 milioni di dollari. Il 24 dicembre 1987, questo caso fu risolto in tribunale quando Claus von Bülow acconsentì al divorzio, rinunciando a tutte le pretese per la sua fortuna, stimata tra 25 e 40 milioni di dollari, trasferendosi successivamente a Londra. In cambio, Cosima venne reintegrata nel testamento della nonna, ricevendo 30 milioni di dollari come sua quota del terzo della proprietà. Dopo il processo, Ala e Alexander fondarono il Sunny Von Bülow National Victim Advocacy Centre a Fort Worth, in Texas, ora National Center for Victims of Crime con sede a Washington e il Sunny von Bülow Coma e Head Trauma Research Foundation a New York.
Sunny durante il lungo periodo in stato vegetativo venne nutrita per via endovenosa, e, nel 2002, in occasione del suo settantesimo compleanno festeggiato presso la clinica newyorkese dove era ricoverata dal 1980 giunsero un parrucchiere, una estetista, mentre un pianista suonò per lei la sua sonata di Chopin.
Sunny rimase in stato vegetativo permanente fino alla sua morte, avvenuta per arresto cardiaco all'età di 76 anni, il 6 dicembre 2008, presso il Mary Manning Walsh Nursing Home di New York. Il funerale si svolse il 14 gennaio 2009, presso la Brick Presbyterian Church di New York, la stessa chiesa in cui si erano sposati i von Bülow nel 1959, alla presenza dei tre figli. Sunny venne sepolta nel cimitero della chiesa di Saint Marys a Portsmouth in Rhode Island, non lontano dalla sua tenuta.

## Il caso von Bülow nei media

### Libri
L'avvocato Alan Dershowitz, difensore di Claus von Bülow nel 1985 scrisse sul caso il libro Reversal of Fortune: Inside the von Bülow Case.
Il professor Vincent Marks, un esperto di insulina dell'Università del Surrey, in Inghilterra, e Caroline Richmond hanno un capitolo sulla scienza alla base della condizione medica di Sunny von Bülow nel loro libro uscito nel 2007, Insulin Murders.
Il personaggio Sunny Baudelaire dei romanzi della serie Una serie di sfortunati eventi prende il nome da Sunny von Bülow.

### Cinema e televisione
Il film Il mistero Von Bulow del 1990, diretto da Barbet Schroeder ed interpretato da Glenn Close e Jeremy Irons nei panni di Sunny e Claus, è stato tratto dal libro Reversal of Fortune: Inside the von Bülow Case.
L'episodio Il suicidio della terza stagione della sitcom Seinfeld (1992) è ispirato al caso von Bülow.
Il caso e il suo appello di successo sono stati anche citati dal giudice nell'episodio di Law & Order del 1993 Una sola vittima.
Il giornalista Bill Kurtis ha raccontato il caso in un episodio della serie American Justice intitolato Von Bulow: A Wealth of Evidence.
La serie televisiva americana Biography ha prodotto e trasmesso un episodio documentaristico dal titolo Claus von Bülow: A Reasonable Doubt, con interviste a Claus von Bülow e Alan Dershowitz.
Nel 2015, nella serie Mansions and Murders è stato prodotto e trasmesso un episodio che descrive i principali eventi che circondano il presunto tentativo di omicidio.